# Террас, Дана
Дана Террас (англ. Dana Terrace; род. 8 декабря 1990, Хамден, штат Коннектикут, США) — американская художница-мультипликатор, сценаристка, режиссёр, продюсер и актриса озвучивания. Наиболее известна, как создательница диснеевского мультсериала «Дом совы», а также как раскадровщица мультсериала «Гравити Фолз» и режиссёр перезапуска мультсериала «Утиные истории» 2017 года.

## Ранние годы
Террас родилась в городе Хамден, штат Коннектикут, США. В восемь лет поступила в местную католическую школу Святой Риты, где заинтересовалась такими художниками, как Йон Бауэр, Ремедиос Варо и Иероним Босх. В детстве любила смотреть мультфильмы вроде «Суперкрошек», «Южного Парка» и «Симпсонов», которые и вдохновили её на будущие работы в области мультипликации. Также большое влияние на Дану оказали произведения «Принцесса Мононоке» от Studio Ghibli и «Гарфилд и его друзья». В 2000 году Террас создала свою первую анимацию «Пикачу, поражающий Чармандера молнией» («Pikachu thundershocking a Charmander»), нарисованную во флипбуке. Помимо этого, Дана 10 лет занималась танцами, а также посещала Кооперативную среднюю школу искусств и гуманитарных наук в Нью-Хейвене.
Террас изучала анимацию в манхэттенской Школе изобразительных искусств в Нью-Йорке. Во время учёбы она рисовала около восьми часов в день и начала публиковать свои работы в блоге на Tumblr. В апреле 2012 года, на третьем курсе обучения, Дана создала анимационную короткометражку под названием «Кикбол» («Kickball») с озвучкой Йотема Перела и музыкой Джеффа Лю. «Кикбол» получил высокую оценку за хороший дизайн и выразительные движения персонажей, а также выиграл грант Национального совета кинокритиков США. В следующем году Террас работала совместно с Икером Майдаганом над короткометражным анимационным фильмом «Мираж» («Mirage»). Икер создал макет и написал сюжет произведения, а Дана разработала и анимировала персонажей. Фильм, оценённый, как «безупречно выполненный», был показан на одном из крупнейших международных фестивалей LA Shorts Fest, в результате чего Террас и Майдаган получили стипендию для выпускников. В тот период, Дана на вопрос про анимацию отметила, что ей нравится данная индустрия, а сама она находится на пути к тому, чтобы стать «настоящим режиссёром», а также подчеркнула, что и в дальнейшем готова сотрудничать с Икером. Позже Террас описывала свой опыт в манхэттенской Школе изобразительных искусств как неоднозначный, однако несмотря на это она многому научилась за то время, в том числе и благодаря онлайн-учебникам, своим коллегам и сокурсникам.
В 2011 году Дана и её соседка по комнате Лус Батиста были ассистентами при создании дипломного комедийного фильма ужасов «Бландерштейн» («Blanderstein»), создателем которого выступал Зак Беллиссимо. Картина получила премию Дасти за «выдающуюся рисованную анимацию и достижения в дизайне персонажей рисованной анимации», разделив её с дипломным фильмом Майкла Руокко «Судьба для птиц» («Destiny is for the Birds»).

## Первая работа
После окончания Школы изобразительных искусств в 2013 году, следующим летом Террас проходила стажировку в JibJab, где познакомилась с человеком работавшим над мультсериалом «Гравити Фолз», который после просмотра её студенческого мультфильма «Мираж», прислал ей тестовое задание на раскадровку. Успешно выполнив его, Дана смогла получить работу в команде «Гравити Фолз» в качестве раскадровщика. Как она сама отметила в 2017 году, её взяли в проект, так как людям, работавшим над мультсериалом, понравились творческие материалы из её блога в Tumblr, а также тот факт, что она была готова сделать любую анимацию для конкретной сцены. «Гравити Фолз» стал первой профессиональной анимационной работой для Даны, где она научилась раскадровке, взаимодействию в команде и чёткому видению конечного результата. Помимо раскадровки, Террас также участвовала в анимации сцен, которые были слишком важны, чтобы доверять их сторонним студиям, и потому анимировались собственными силами Disney. В 2019 году Дана сказала, что у неё был «замечательный опыт» работы над «Гравити Фолз», и что она «не могла бы даже мечтать о лучшей первой работе». В интервью 2016 года Террас отметила, что ждала ответа по поводу приёма в команду «Вселенной Стивена», так как была большой поклонницей создательницы мультсериала Ребекки Шугар после просмотра её проектов в Школе изобразительных искусств, однако ответа не было слишком долго, и Дана решила выбрать работу над «Гравити Фолз».
В 2014 году Дана вместе с Нейтом Суайнхартом выступала на CTN Animation Expo в Бербанке и там же продавала принты, скетчи и другие работы. В 2018 году Террас проиллюстрировала 34 страницы графического романа Алекса Хирша «Гравити Фолз: Потерянные легенды».

## Карьера
В 2017 году Террас выступила режиссёром нескольких эпизодов перезапуска «Утиных историй», внеся определённые улучшения в проект, например, сделав персонажа Поночку Вандеркряк более динамичной. Хотя до работы над мультсериалом Дана никогда не смотрела его, один из продюсеров «Гравити Фолз», также работавший над «Утиными историями», пригласил её поучаствовать в создании сериала. Позже Террас призналась, что не чувствовала себя «художественно и эмоционально реализованной» при работе над проектом, что и подтолкнуло её к идеи создания собственного мультсериала. Помимо этого, в 2017 году Дана работала в качестве художника-раскадровщика над мультфильмом «Рапунцель: Дорога к мечте» от режиссёров Тома Колфилда и Стивена Сандовала (Сандовал позже присоединиться к Террас при работе над «Домом совы»), а также над четвёртым эпизодом мультсериала «Рапунцель: История Продолжается» под названием «Проверка на храбрость». В этом же году издание Variety отметило Дану как перспективного аниматора.
К 2016 году, после нескольких лет работы над различными проектами для Disney Channel, Террас разработала персонажей и базовую идею для собственного оригинального мультсериала, который она представила через несколько месяцев после начала режиссуры «Утиных историй» в 2017 году. Концепция проекта, позже получившего название «Дом совы» («The Owl House»), заключалась в том, что «молодая девушка отправляется в другой мир и учится магии у старшей ведьмы». Первым персонажем созданным для шоу стала Совиная Леди, также известная как Ида, которая была вдохновлена женщинами из семьи Даны, её тётушками, матерью и бабушкой. Главную героиню сериала, Лус Носеду, Террас назвала в честь своей соседки по комнате. На мультфильм также повлияла игра «Pokémon Red и Blue», которую отец Даны, адвокат Томас Террас, подарил ей перед собственной смертью, когда девочке было 11 лет. Дана сказала, что решила создать «Дом совы», желая доказать, что из подобной идеи получится хорошая история, а название выбрала в связи с «мистикой, связанной с совами». Позже Террас отмечала, что для фанатов, которые хотят «копнуть глубже», в мультсериале встречаются различные коды и шифры, как в «Гравити Фолз», однако также есть способ «насладится сериалом таким, какой он есть», излишне не вдаваясь в лор шоу.
Разработка «Дома совы» началась 23 февраля 2018 года, когда он был одобрен наряду с «Амфибией», а его премьера состоялась 10 января 2020 года на Disney Channel в США. Мультсериал был утверждён на второй сезон 21 ноября 2019 года. В этот же год Дана проиллюстрировала альтернативную обложку для четвёртого выпуска «Времени приключений» с Фионной и Кейком, шестисерийного мини-сериала, в котором фигурировали гендерно изменённые версии Финна и Джейка. Террас также работала над вступительной анимацией для эпизода «Времени приключений» под названием «Просчёт во времени» («Bad Timing»).
В 2021 году режиссёр мультфильма «Митчеллы против машин» сообщил, что Дана была художником-раскадровщиком картины. В том же году Террас сделала черновую анимацию для нескольких эпизодов второго сезона «Дома совы», среди которых «Сохранять страхи» («Keeping Up a-fear-ances»), «Охота на Палисманов» («Hunting Palismen») и «Озеро затмения» («Eclipse Lake»).
7 мая 2022 года Дана сказала, что озвучивала демона по имени Северина в эпизоде «Дома совы» с названием «Лабиринт бегунов» («Labyrinth Runners»). Однако, несмотря на то, что Террас иногда озвучивала персонажей в некоторых мультсериалах, над которыми работала, она отметила, что не считает себя актрисой озвучивания в традиционном смысле этого слова.

## ЛГБТ+ в «Доме совы»
Мультсериал «Дом совы» получил смешанную оценку за изображение ЛГБТ-отношений между ключевыми персонажами проекта, Лус Носеды и Эмити Блайт, инициатором добавления которых выступила сама Дана, а также включение в сюжет второго сезона небинарного персонажа Рейна Уисперса. Такие новостные издание как CNN и Deadline высказались в поддержку подобных нетрадиционных образов, в то время как более консервативные сайты, например, One Million Moms, выразили противоположное мнение, осудив Disney за включение в сериал ЛГБТ-тематики.
Сама Террас, активно использовавшая Twitter для подтверждения ЛГБТ-идентичности части персонажей «Дома совы», отметила, что хотя Disney изначально выступал против изображения в мультсериале гомосексуальных отношений, ей в конце концов удалось заручиться поддержкой компании, добившись этого, как считает создательница шоу, благодаря собственному «упрямству». В 2021 году Дана сказала Vanity Fair, что уже во время разработки сериала она открыто говорила о желании сделать главную героиню Лус бисексуалкой, а также включить в проект других ЛГБТ-персонажей. На это в руководстве Disney ответили, что она не может «ввести какую бы то ни было гомосексуальную сюжетную линию среди главных героев». В свою очередь, Террас «позволила себе разозлиться, вспылить и выбежать из помещения», оправдывая это тем, что «жизнь слишком коротка, и нет времени на трусость», а также выразив готовность искать другие способы реализации своей идеи, если это потребуется. Через несколько недель её условия были удовлетворены, и с тех пор она отмечала лишь хорошую поддержку со стороны студии.

## Личная жизнь
В 2017 году Дана призналась в своей бисексуальности и подтвердила, что использовала собственный опыт при создании «Дома совы» в целом и бисексуального персонажа Лус Носеды, являющейся главной героиней мультсериала, в частности, и говорила что долго не могла осознать некоторые аспекты своей личной жизни, дабы признаться родственникам. Террас неоднократно упоминала, что вдохновение при разработке характера Лус она черпает в самой себе.
Также Дана имеет ирландские корни, страдает эквинофобией. Заявляла о своей привязанности к атмосфере «Зельды» и её важной целью было переход к Patreon как одной из платформ для связи с поклонниками. Достаточно продолжительное время занималась блогерской деятельностью как художница на цифровых СМИ и посещала проекты по продвижению «Дом Совы» с Уэнди Мэлик, репортажи с которых вызвали прилив зрителей на YouTube ещё до премьеры самого мультфильма.
С 2015 года до апреля 2022 года Дана состояла в отношениях с создателем мультсериала «Гравити Фолз» Алексом Хиршем. Они вместе участвовали в многочисленных благотворительных прямых трансляциях, во время которых рисовали мультфильмы, чтобы собрать деньги для различных организаций, включая Planned Parenthood, «Американский союз защиты гражданских свобод», Southern Poverty Law Center, Natural Resources Defense Council, Direct Relief, «Проект Тревор» и RAICES. В общей сложности эти мероприятия собрали более $270 000 по состоянию на 2018 год.
В 2018 году Дана подписала петицию в поддержку равенства оплаты труда в анимационной индустрии. В 2022 году она присоединилась к другим аниматорам Disney, которые критиковали отказ Боба Чапека, исполнительного директора The Walt Disney Company, дать комментарий по поводу законопроекта HB 1557, который часто называют законопроектом «Не говори „гей“». Террас также утверждала, что письмо Чапека к сотрудникам представляло из себя «красочные и сочувственные слова, чтобы заткнуть нас».

## Фильмография

### Мультфильмы
| Мультфильм                | Год  | Режиссёр   | Сценарист | Продюсер   | Художник-мультипликатор | Другое | Примечания                               |
| ------------------------- | ---- | ---------- | --------- | ---------- | ----------------------- | ------ | ---------------------------------------- |
| Blanderstein              | 2011 | Нет        | Нет       | Нет        | Нет                     | Да     | Ассистент                                |
| Nym                       | 2012 | Нет        | Нет       | Нет        | Нет                     | Да     | Получила «особую благодарность» в титрах |
| Harvest Season            | 2013 | Нет        | Нет       | Нет        | Нет                     | Да     | Получила «особую благодарность» в титрах |
| Mirage                    | 2014 | Сорежиссёр | Нет       | Сопродюсер | Да                      | Нет    | Дизайнер персонажей и аниматор           |
| Рапунцель: Дорога к мечте | 2017 | Нет        | Нет       | Нет        | Да                      | Нет    | Художник-раскадровщик                    |
| Митчеллы против машин     | 2021 | Нет        | Нет       | Нет        | Да                      | Нет    | Художник-раскадровщик                    |

### Мультсериалы
| Мультсериал                     | Годы      | Сценарист | Исполнительный продюсер | Режиссёр | Художник-мультипликатор | Другое | Роль                                                 | Примечания                                                |
| ------------------------------- | --------- | --------- | ----------------------- | -------- | ----------------------- | ------ | ---------------------------------------------------- | --------------------------------------------------------- |
| Гравити Фолз                    | 2014-2016 | Нет       | Нет                     | Нет      | Да                      | Нет    | N/A                                                  | Художник-раскадровщик, аниматор                           |
| Рапунцель: История Продолжается | 2017      | Нет       | Нет                     | Нет      | Да                      | Нет    | N/A                                                  | Художник-раскадровщик эпизода «Проверка на храбрость»     |
| Утиные истории (2017)           | 2017-2018 | Нет       | Нет                     | Да       | Да                      | Нет    | N/A                                                  | Режиссёр шести эпизодов, аниматор                         |
| Дом совы                        | 2020-2023 | Да        | Да                      | Нет      | Да                      | Нет    | Тинелла Носа, Северин, Король, Дополнительные голоса | Создательница, аниматор                                   |
| Амфибия                         | 2022      | Нет       | Нет                     | Нет      | Нет                     | Да     | N/A                                                  | Получила «особую благодарность» в эпизоде «Самое сложное» |

### Предстоящие
| Название             | Создатели   | Студия             | Дата премьеры | Текущий сезон |
| -------------------- | ----------- | ------------------ | ------------- | ------------- |
| Knights of Guinevere | Дана Террас | Glitch Productions | TBA           | 1             |

## Награды и номинации
| Год  | Награда                  | Номинаций                                             | Проект                            | Победа | Ист.   |
| ---- | ------------------------ | ----------------------------------------------------- | --------------------------------- | ------ | ------ |
| 2018 | Дневная премия «Эмми»    | Outstanding Special Class Animated Program            | Утиные истории (эпизод «Woo-oo!») | Нет    | [ 80 ] |
| 2021 | GLAAD Media Awards       | Outstanding Kids and Family Programming               | Дом совы                          | Нет    | [ 81 ] |
| 2021 | Премия Пибоди            | Children’s & Youth Programming                        | Дом совы                          | Да     | [ 82 ] |
| 2021 | 48th Daytime Emmy Awards | Outstanding Main Title for a Daytime Animated Program | Дом совы                          | Нет    | [ 83 ] |
| 2022 | GLAAD Media Awards       | Outstanding Kids and Family Programming               | Дом совы                          | Нет    | [ 84 ] |